# Орчицький
Орчицький, до 23 грудня 2023 року Руський О́рчик — загальнозоологічний заказник місцевого значення в Україні. Об'єкт природно-заповідного фонду Харківської області.
Розташований на території Берестинського району Харківської області, на захід/південний захід від села Зарічне.
Площа — 1006 га. Статус присвоєно згідно з рішенням облвиконкому від 03.12.1984 року № 562. Перебуває у віданні ДП «Красноградське лісове господарство» (Зачепилівське л-во, кв. 47—53) — 413,0 га; Малоорчицька сільська рада — 593,0 га.
Статус присвоєно для збереження унікального фауністичного природного комплексу на правобережжі річки Оріль. На території заказника водяться лісові, водно-болотні, лучні, степові види хребетних і безхребетних тварин, в тому числі рідкісні та зникаючі, занесені до Європейського Червоного списку (2 види), Червоної книги України (14 видів), Червоних списків Харківської області (понад 30 видів).